# Pronair
Pronair (nombre comercial de Pronair Airlines S.L.) fue una aerolínea chárter española con sede en Albacete. Dejó de operar en el año 2009.

## Flota
La flota de Pronair constaba de las siguientes aeronaves:
| Aeronaves               | Total | Introducido | Retirado | Matrículas      |
| ----------------------- | ----- | ----------- | -------- | --------------- |
| Boeing 747-200F         | 1     | 2008        | 2010     | EC-KMR          |
| Cessna 550 Citation II  | 1     | 2007        | 2009     | EC-KJJ          |
| McDonnell Douglas MD-87 | 2     | 2008        | 2010     | EC-KJI y EC-KRV |